# Michaël Murcy
Michaël Murcy (* 18. September 1979 in Beaumont-sur-Oise) ist ein ehemaliger französischer Fußballspieler.

## Karriere
Michaël Murcyin begann seine Karriere in der B–Mannschaft von Paris Saint-Germain im Pariser Vorort Saint-Germain-en-Laye. 2000 wechselte er zu US Créteil nach Créteil. Über R.A.A. La Louvière (2003–2004) ging er 2005 nach Dänemark. Hier unterschrieb er einen Vertrag in Esbjerg bei Esbjerg fB. 2008 stand er mit dem Club im Finale des dänischen Fußballpokals. Nach 96 Spielen ging er 2008 wieder nach Frankreich, wo er sich Clermont Foot aus Clermont-Ferrand anschloss. 2010 unterschrieb er einen Vertrag in China. Hier nahm ihn Shandong Luneng Taishan unter Vertrag. Der Club aus Jinan spielte in der ersten Liga, der Chinese Super League. Mit dem Verein wurde er im gleichen Jahr Meister. 2011 verließ er China und wechselte wieder nach Frankreich. Von 2011 bis 2013 spielte er in Paris für den Paris FC. Mitte 2013 ging er nach Thailand. Police United, ein Verein aus Bangkok, der in der ersten Liga des Landes, der Thai Premier League, spielte, nahm ihn unter Vertrag. Nachdem der Club Ende 2014 aus der ersten Liga abgestiegen war, verließ er den Verein. Der Erstligist Chainat Hornbill FC aus Chainat nahm ihn für ein Jahr unter Vertrag. Nach Vertragsende ging er wieder in seine Heimat. Hier spielte er bis Mitte 2019 in Chartres für den Viertligisten FC Chartres. Nach Saisonende beendete er seine Karriere als Fußballspieler.

## Erfolge
Shandong Luneng Taishan
- Chinese Super League: 2010

Esbjerg fB
- Dänischer Fußballpokal: 2007/2008 – Finalist